# Liberty (Nebraska)
Liberty és una població dels Estats Units a l'estat de Nebraska. Segons el cens del 2000 tenia 86 habitants.

## Demografia
Segons el cens del 2000, Liberty tenia 86 habitants, 34 habitatges, i 24 famílies. La densitat de població era de 132,8 habitants per km².
Dels 34 habitatges en un 32,4% hi vivien nens de menys de 18 anys, en un 58,8% hi vivien parelles casades, en un 8,8% dones solteres, i en un 29,4% no eren unitats familiars. En el 26,5% dels habitatges hi vivien persones soles el 8,8% de les quals corresponia a persones de 65 anys o més que vivien soles. El nombre mitjà de persones vivint en cada habitatge era de 2,53 i el nombre mitjà de persones que vivien en cada família era de 2,83.
Per edats la població es repartia de la següent manera: un 29,1% tenia menys de 18 anys, un 4,7% entre 18 i 24, un 24,4% entre 25 i 44, un 26,7% de 45 a 60 i un 15,1% 65 anys o més.
L'edat mediana era de 40 anys. Per cada 100 dones de 18 o més anys hi havia 90,6 homes.
La renda mediana per habitatge era de 18.750 $ i la renda mediana per família de 22.813 $. Els homes tenien una renda mediana de 19.583 $ mentre que les dones 16.250 $. La renda per capita de la població era de 10.793 $. Cap de les famílies i el 3,5% de la població estaven per davall del llindar de pobresa.

## Poblacions més properes
El següent diagrama mostra les poblacions més properes.